# Бэла (фильм, 1913)
«Бэла» — чёрно-белый немой художественный фильм, снятый режиссёром А. А. Громовым в 1913 году по главе из романа М. Ю. Лермонтова «Герой нашего времени».

## История создания
Фильм «Бэла» — это экранизация главы из романа «Герой нашего времени».
Премьера фильма состоялась 5 ноября 1913 года, режиссёр — Андрей Громов, он же исполнил главную роль. Оператор: Александр Рылло, сценарист Мария Каллаш-Гаррис. Продолжительность фильма 21 минута 57 секунд. Производством фильма занималось акционерное общество «А. Ханжонков и К°».
Сценарист в одном из своих писем отмечала:
Сценарий я написала сама точно по Лермонтову, но не знаю, что у них выйдет из этого.М. Каллаш 
Съёмки некоторых сцен проходили в Кисловодском историко-краеведческом музее «Крепость».
Актёры: О. Белла (Бэла), Андрей Громов (Печорин), Аршо Шахатуни (Казбич).
Экранизация всего романа «Герой нашего времени» не была осуществлена.
Фильм «Бэла» доступен к просмотру на сайте Президентской библиотеки имени Бориса Николаевича Ельцина.
В 2017 году в рамках Года российского кино проходил кинофестиваль «Lermontov Kinofest» в Белом Зале Центральной библиотеки им. М. Ю. Лермонтова.